# Cieszynit

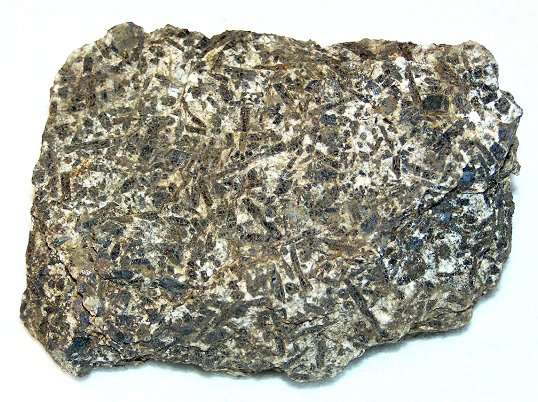
Cieszynit

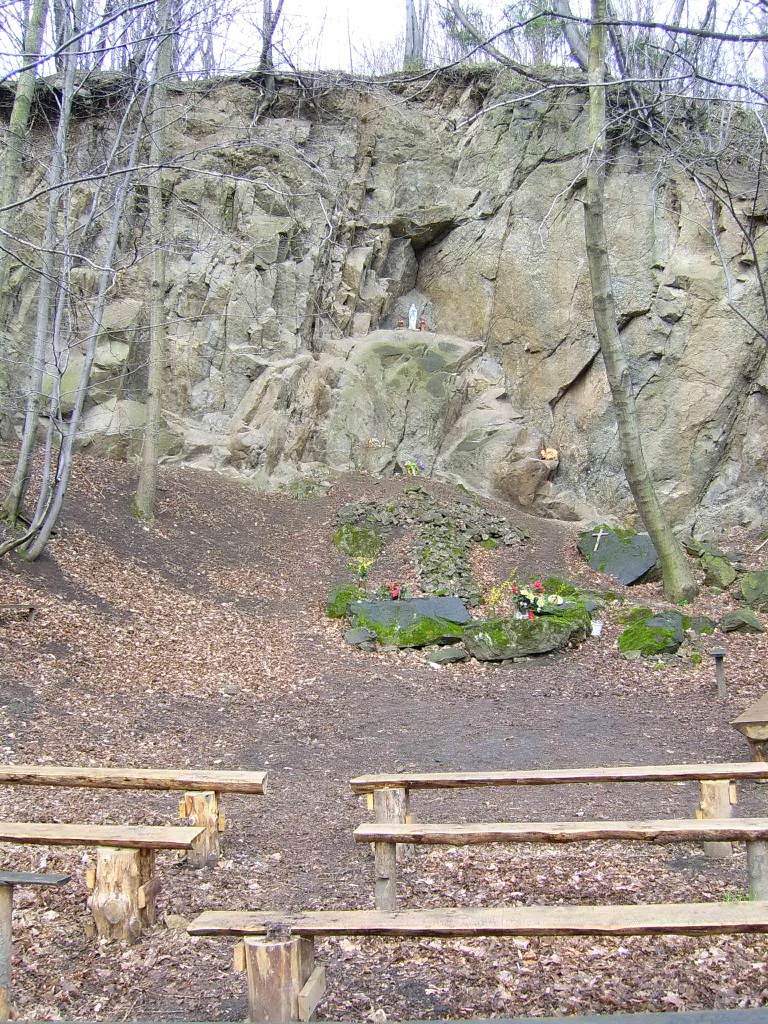
Nieczynny kamieniołom cieszynitu we wsi Zamarski, przysiółek Rudów; tzw. "kamieniołom z kapliczką"

Cieszynit (ang. teschenite) – skała magmowa, głębinowa, zasadowa, o charakterystycznej, pstrokatej, czarno-białej barwie, zaliczana do gabroidów. Według współczesnej klasyfikacji skał cieszynity odpowiadają teralitom analcymowym lub esseksytom analcymowym.
Są to skały o strukturze od drobnokrystalicznej do grubokrystalicznej, czasem porfirowej.

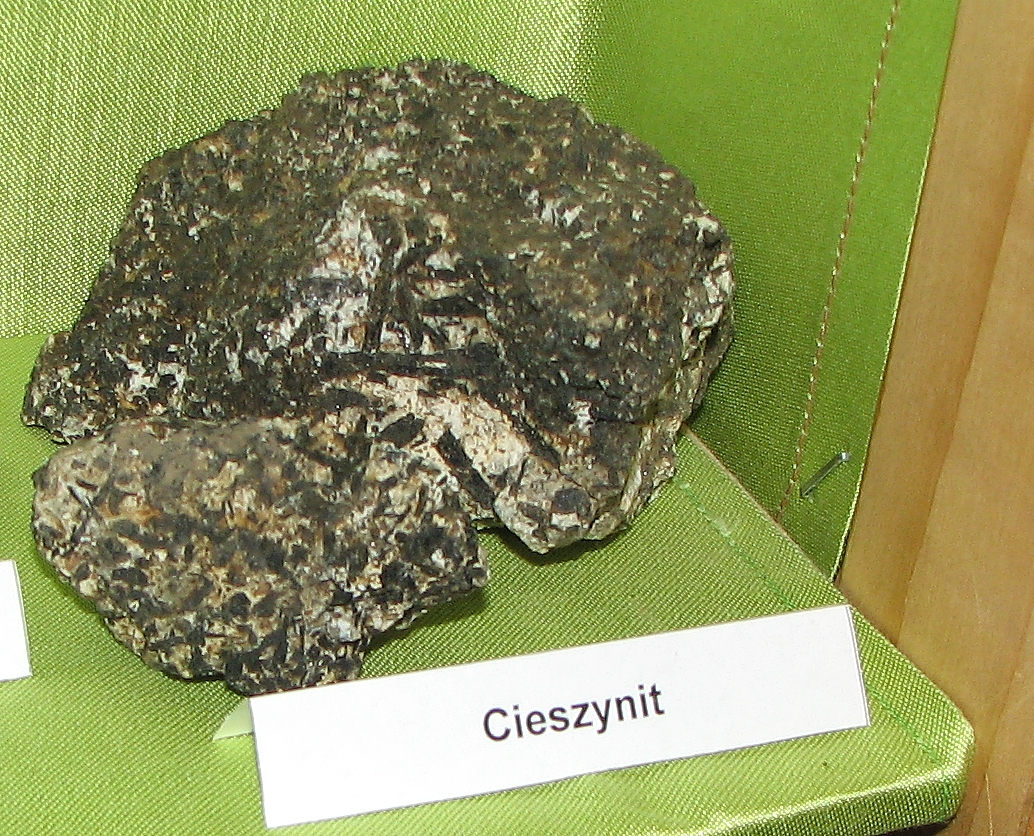
Cieszynit w Muzeum Beskidzkim

Głównymi składnikami cieszynitów są skalenie (plagioklazy i ortoklaz), pirokseny (augit tytanowy), amfibole, skalenoidy (pierwotne: nefelin i sodalit oraz wtórne: analcym), podrzędnie biotyt, magnetyt, piryt, sporadycznie ziarna oliwkowozielonej barwy, będące produktami rozkładu oliwinu. Czasami występuje szkliwo.
Większość spotykanych cieszynitów należy do odmiany ciemno zabarwionej. Jej głównymi składnikami są czarne, wydłużone kryształy amfiboli i piroksenów. W jasno zabarwionej odmianie cieszynitu przeważają białe i jasnoszare kryształy skaleni o szklistym połysku.
W zależności od proporcji pomiędzy skaleniami alkalicznymi a plagioklazami, wyróżnia się następujące odmiany cieszynitów: teralitowy, esseksytowy i monzonitowy.
Nazwa cieszynitu wywodzi się od miasta Cieszyna, w okolicach którego skała ta została po raz pierwszy na świecie opisana. Dokonał tego Ludwik Hohenegger, geolog i inżynier górniczo-hutniczy Komory Cieszyńskiej, autor pierwszej szczegółowej mapy geologicznej Księstwa Cieszyńskiego wydanej w 1861 roku. Początkowo „cieszynitami” nazwał on wszystkie skały magmowe występujące we fliszu karpackim na Śląsku Cieszyńskim i Morawach. Późniejsze badania wykazały, że oprócz cieszynitów występują tu również pikryty czy diabazy. Obecnie skały tego regionu nazywa się tradycyjnie „skałami cieszynitowymi”.
Skały te powstały w dolnej kredzie. Tworzą intruzje (przede wszystkim sille, sporadycznie dajki), powstałe przez wciśnięcie płynnej magmy między ławice skał osadowych lub w spękania (szczeliny) w ich obrębie. Wypływy magmy miały miejsce w czasie, gdy skały te, w tym przypadku łupki, margle i wapienie obecnej płaszczowiny cieszyńskiej spoczywały jeszcze na dnie morskim. Następnie intruzje cieszynitowe uległy sfałdowaniu wraz z otaczającymi je skałami.
Oprócz pogranicza Polski i Czech cieszynity występują również w innych częściach świata, np. w Szkocji czy Australii.
W Polsce, największe (dziś nieczynne) kamieniołomy cieszynitu znajdują się w okolicy Cieszyna. Skała ta wykorzystywana była lokalnie w budownictwie (podmurówki) oraz jako kamień drogowy.